# 艾迪廣場 (亞利桑那州)
埃迪廣場（英語：Eddy Place）是位於美國亞利桑那州亞瓦派縣的一個非建制地區。該地的面積和人口皆未知。

## 地理
埃迪廣場的座標為34°57′38″N 112°36′10″W / 34.96056°N 112.60278°W，而該地的平均海拔高度為1369米（即4491英尺）。